# اینک انسان (رمان)
اینک انسان (به انگلیسی: Behold the Man)، نام رمانی در سبک علمی–تخیلی از مایکل مورکوک است. او در ابتدا آن را به صورت یک رمان کوتاه در شمارهٔ ۱۹۶۶ مجلهٔ نیو ورلدز چاپ کرد و سپس نسخه‌ای گسترش‌یافته از آن را به صورت رمان در سال ۱۹۶۹ بدست انتشارات آلیسون و بسبی منتشر کرد. نام این کتاب، برگرفته از آیهٔ پنجم باب نوزدهم انجیل یوحناست که می‌گوید: «سپس مسیح بیرون آمد، با تاجی از خار بر سر و ردای بنفش بر تن. و پیلاطس به آنان گفت اینک انسان (به لاتین: ECCE HOMO).»
مورکوک در این رمان، داستانی اگزیستانسیالیستی دربارهٔ کارل گلوگاور را بیان کرده، شخصیتی خیالی در سال ۱۹۷۰ که با ماشین زمان به سال ۲۸ پس از میلاد باز می‌گردد تا عیسی مسیح را از نزدیک ببیند.
نسخهٔ رمان کوتاه این کتاب، جایزه نبولا بهترین رمان کوتاه سال ۱۹۶۷ را از آن خود کرد.

## داستان
خطر لوث‌شدن: آنچه در زیر می‌آید ممکن است قضیه یا پایان ماجرا را لو دهد!
داستان با ورود مخاطره‌آمیز کارل گلوگاور به سرزمین مقدس سالِ ۲۸ میلادی آغاز می‌شود. ماشین زمان او پوسته‌ای کروی‌شکل دارد که او و دستگاه‌هایش در میان مایعی غوطه‌ورند تا فشار بالای سفر زمان به آن‌ها آسیب نرساند. اما با این حال او در مقصد، زخمی و درهم‌شکسته از پوستهٔ پاره‌شده بیرون می‌خزد و عده‌ای که بعدها مشخص می‌شود از پیروان یوحنا تعمید دهنده هستند او را می‌یابند و تیمارش می‌کنند تا اینکه خوب شود. در این میان، بخش‌هایی از گذشته او در سدهٔ بیستم میلادی در لندن نیز بیان می‌شود و در می‌یابیم که او در رابطه با زنی که با او در ارتباط بوده مشکل داشته، به عقاید کارل گوستاو یونگ علاقه داشته و دارای مشکلات بسیاری از جمله عقده مسیح (messiah complex) است. پس از مدتی، کارل، پیروان یحیی را ترک می‌گوید و آواره و سرگردان جاده‌ها می‌شود تا خود را به شهر ناصره، محل زندگی عیسی مسیح برساند؛ اما با رسیدن به ناصریه و دیدن مسیح با چیزی روبه‌رو می‌شود که هیچگاه انتظارش را نداشت و خود را رودرروی یک دو راهی بزرگ می‌بیند.
پایان خطر لوث‌شدن